# Bahouoc
Bahouoc (ou Bawock) est un groupement de villages du Cameroun, situé dans la région de l'Ouest, le département du Ndé et l'arrondissement de Bangangté. Il se trouve en pays Bamiléké.
Les Bahouoc sont un peuple autochtone du  Ndé. Le territoire du village Bahouoc a une superficie de 7 km2 pour une population estimée à près de 3 500 habitants. Le village est constitué de 6 quartiers. Il se situe à 7 km du centre urbain Bangangté. La langue médumba couramment utilisée sur l’ensemble du département en est le dialecte.

## Histoire
Le groupement Bahouoc n’a pas connu des courants de migration à son trône comparativement à d’autres populations vivant dans le Ndé. Ils sont autochtones parce toutes les communautés affluentes dans ce département les ont trouvés sur place. Mveu Hac qui en est le souverain signifie explorateur, et aussi intégrateur. Celui qui a ouvert les bras pour faciliter l'implantation des autres peuples .

Les ¾ de la superficie actuelle de Bangangté appartenaient au peuple Bahouoc. Les Bangangté se sont servis de l'appui de l'armée coloniale pour briser la suprématie Bahouoc sur ce territoire, avec l'ambition d'en exiler les occupants.

### Exil des Bahouoc
Située au début du XXe siècle dans l'actuel territoire des Bangangté, Bahouoc fut déchirée par une guerre civile en raison des révolutions de palais. Feutap veut défier les autres villages de Ndé[réf. nécessaire]. Les autres villages – Bangwa, Balengou, Bamena et Bangangté – se coalisent et déstabilisent Bahouoc. La chefferie de Bahouoc perd des terres au profit de ses voisins. 
Le chef du quartier Feutap Mveu Ngafa, exilé avec une grande partie de la population et du trésor, s'installe sur le plateau de Bamenda (arrondissement de Bali), fondant une deuxième chefferie du même nom, Bawock. 
Ce fut le docteur Vielhauer, missionnaire protestant de la mission de Bâle (qui vivait à Bagam après avoir travaillé à Bali), qui conseilla et facilita l'installation des réfugiés dans la zone de Bali. 
Bahouoc possédait de très grands sculpteurs. Leur art se serait répandu dans les chefferies voisines. La statue de la mère portant un enfant, collectée par Henri Labouret dans les années trente et conservée au Musée du quai Branly, a été sculptée par Kwayep, artiste originaire de Bamena et formé à l'école de Bahouoc.

### Personnalités originaires de Bahouoc
- Charles Tchakounté Patié

## Éducation
Il y a 4 écoles, comprenant 1 maternelle, 2 écoles publiques et 1 CES.

## Tourisme
Les 9 pierres sacrées est un lieu de souvenirs à Bahouoc. Il commémore les terres spoliées au profit des Bangangté.

### Le palais et la dynastie royale
| Rang | Souverain        | Période                                               | Notes | Portrait |
| ---- | ---------------- | ----------------------------------------------------- | --- | -------- |
| .1.. | Mveu HAC         | Vers le 14èS.                                         | Les Bahouoc sont autochtones du Ndé parce que Mveu Hac a exploré le Ndé, s'est installé et a ouvert les bras pour accueillir tous les peuples venus après. |          |
| ...  | Kemajou II Roger | Depuis le 1er janvier 1974 51 ans, 2 mois et 13 jours | |          |